# Élodie Frégé (album)
Pour les articles homonymes, voir Frege (homonymie).
Albums de Élodie Frégé
Le Jeu des 7 erreurs
(2006)
Singles
1. De l'eau
Sortie : 23 mars 2004
2. Viens jusqu'à moi
Sortie : 8 juin 2004
3. Je te dis non
Sortie : 29 novembre 2004

Élodie Frégé est le premier album d'Élodie Frégé paru en 2004 chez Mercury France.

## Liste des titres
| No  | Titre                                                                   | Auteur                                                   | Durée |
| --- | ----------------------------------------------------------------------- | -------------------------------------------------------- | ----- |
| 1.  | De l'eau (Titre original : Stones And Feathers)                         | Justin Gray, Alex Parks, Blair MacKichan, Stefan Skarbek | 3:07  |
| 2.  | Faire semblant                                                          | Nat Alhister, Ian Aledji                                 | 3:42  |
| 3.  | Viens jusqu'à moi (duo avec Michal) (Titre original : We'll Never Know) | Paul Manners, Francesco de Benedittis, Davide Esposito   | 4:11  |
| 4.  | Moins de toi                                                            | Richard Seff, Rick Allison                               | 3:28  |
| 5.  | On se retrouvera                                                        | Philippe Hattemberg, Stéphane Brunello                   | 3:59  |
| 6.  | Je te dis non                                                           | Élodie Frégé, Georges Lunghini                           | 3:14  |
| 7.  | Sans en avoir l'air                                                     | Philippe Hébrard, Rodrigue Janois, Yvan Tarlay           | 3:24  |
| 8.  | Pardon                                                                  | Élodie Frégé, Richard Barraclough                        | 3:53  |
| 9.  | Quand il me manque                                                      | Christophe Berthier                                      | 3:45  |
| 10. | Je sais si peu                                                          | François Welgryn, Antoine Essertier                      | 4:09  |
| 11. | Pourtant                                                                | Élodie Frégé, Richard Barraclough                        | 4:34  |
| 12. | Je n'ai pas de remords                                                  | Anthony Hewitt, Emma Hewitt, Richard Barraclough         | 3:58  |

## Classements
| Pays          | Meilleure position | Semaines classées |
| ------------- | ------------------ | ----------------- |
| France        | 4                  | 35                |
| Belgique (Fr) | 7                  | 19                |
| Suisse        | 27                 | 6                 |